# Juggernauts
Juggernauts is de eerste single van het album Common Dreads van de Engelse post-hardcoreband Enter Shikari. De single werd twee weken voor het album op 1 juni 2009 uitgebracht door het eigen label van de band, Ambush Reality. De uitgave betrok een cd-single, een 7-inch grammofoonplaat en een 7-inch remixgrammofoonplaat. De single werd aan de man gebracht met een videoclip.

## Tracklist
Cd-single:

| Nr. | Titel                                           | Duur |
| --- | ----------------------------------------------- | ---- |
| 1.  | Juggernauts                                     | 4:43 |
| 2.  | All Eyes on the Saint                           | 5:50 |
| 3.  | Juggernauts (Nero Remix)                        | 5:01 |
| 4.  | Juggernauts (Blue Bear's True Tiger Remix Edit) | 3:29 |

7-inch grammofoonplaat:

| Nr. | Titel                 | Duur |
| --- | --------------------- | ---- |
| 1.  | Juggernauts           | 4:43 |
| 2.  | All Eyes on the Saint | 5:50 |

7-inch remixsingle:

| Nr. | Titel                                           | Duur |
| --- | ----------------------------------------------- | ---- |
| 1.  | Juggernauts (Nero Remix Edit)                   | 3:27 |
| 2.  | Juggernauts (Blue Bear's True Tiger Remix Edit) | 3:29 |